# 布拉茨凱 (梅利托波爾區)
布拉茨凱（烏克蘭語：Братське）是位於烏克蘭東南部的村莊，由扎波羅熱州梅利托波爾區的普洛多羅德內市鎮負責管轄。該村始建於1924年，面積0.02平方公里，海拔高度79米，2001年人口408，人口密度每平方公里27,200人。